# Baojun RS-5
La Baojun RS-5 è un'autovettura prodotta dalla casa automobilistica cinese Baojun dal 2018.

## Profilo e contesto
La RS-5 si posiziona sopra il crossover Baojun 530 all'interno della gamma Baojun. L'auto utilizza una piattaforma inedita mai usata prima sui veicoli a marchio Baojun. È inoltre il primo veicolo della Baojun a seguire la nuova nomenclatura alfanumerica e ad adottare il nuovo logo.
La RS-5 è stata presentata al salone di Guangzhou nel dicembre 2018.
Le vendite sono iniziate in Cina nel febbraio 2019. 
Al lancio la vettura era disponibile con un'unica motorizzazione turbo benzina da 1451 cm³ con una potenza massima di 111 kW (151 CV), abbinato di serie un cambio manuale a 6 marce o in opzione a un cambio automatico a 8 marce. Con l'introduzione dello standard standard sulle emissioni China VI, dal luglio 2019 il motore per rientrare nelle nuove normative è stato depotenziato a 108 kW (147 CV). Nel giugno 2020 alla gamma è stato aggiunto un nuovo motore da 1498 cm³ con una potenza massima di 130 kW (177 CV). Nel giugno 2021 al listino è arrivata una versione ibrida plug-in.